# Admirał (film 2008)
Admirał (ros. Адмиралъ) – rosyjski dramat biograficzno-historyczny z 2008 roku w reżyserii Andrieja Krawczuka.

## Fabuła
Opowieść o ostatnich latach życia Aleksandra Kołczaka, carskiego admirała i dowódcy Floty Czarnomorskiej, który jako jeden z dowódców Białej Armii próbował powstrzymać bolszewików.

## Obsada
- Konstantin Chabienski – admirał Aleksandr Kołczak
- Jelizawieta Bojarska – Anna Timirjowa
- Anna Kowalczuk – Sofia Kołczak
- Siergiej Biezrukow – generał Władimir Kappel

## Produkcja
Zdjęcia kręcono w następujących lokacjach według regionów:
- Krym (Sewastopol, Bałakława);
- obwód irkucki (Talcy);
- obwód leningradzki (Petersburg, Wyborg, Kronsztadt);
- obwód moskiewski (Moskwa, Istra, Kołomna, Sieriednikowo, Szczerbinka);
- obwód twerski (Torżok);
- obwód włodzimierski (Gorochowiec)[2].